# Конде-лез-Отри
Конде́-лез-Отри́ (фр. Condé-lès-Autry) — коммуна во Франции, находится в регионе Шампань — Арденны. Департамент коммуны — Арденны. Входит в состав кантона Монтуа. Округ коммуны — Вузье.
Код INSEE коммуны — 08128.
Коммуна расположена приблизительно в 190 км к востоку от Парижа, в 50 км северо-восточнее Шалон-ан-Шампани, в 60 км к югу от Шарлевиль-Мезьера.
Во время Великой французской революции коммуна временно носила название Ла-Монтань-о-Буа (фр. La Montagne-aux-Bois).

## Население
Население коммуны на 2008 год составляло 72 человека.
| 1962 | 1968 | 1975 | 1982 | 1990 | 1999 | 2008 |
| ---- | ---- | ---- | ---- | ---- | ---- | ---- |
| 59   | 106  | 98   | 72   | 68   | 84   | 72   |

## Администрация
| Период | Период | Фамилия     | Партия | Должность |
| ------ | ------ | ----------- | ------ | --------- |
| 2001   | 2008   | Моник Полис |        |           |
| 2008   |        | Тьери Рено  |        |           |

## Экономика

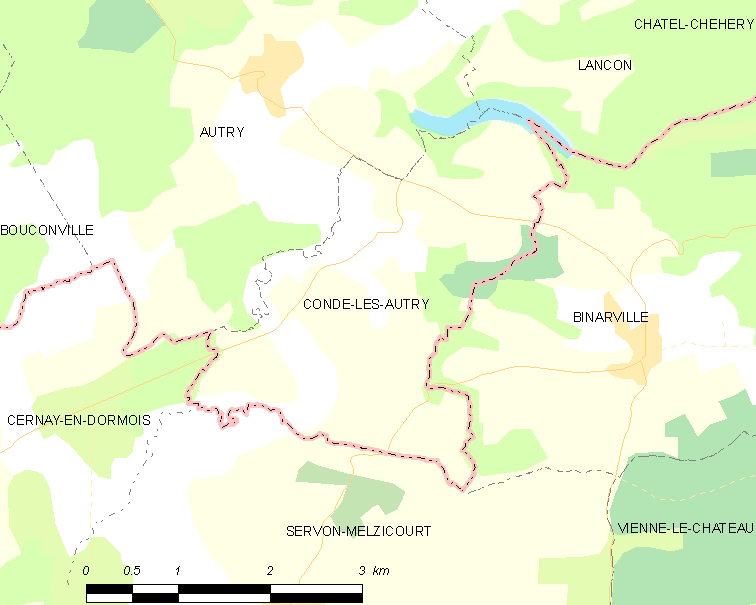
Карта коммуны

В 2007 году среди 53 человек в трудоспособном возрасте (15—64 лет) 37 были экономически активными, 16 — неактивными (показатель активности — 69,8 %, в 1999 году было 58,2 %). Из 37 активных работали 33 человека (22 мужчины и 11 женщин), безработных было 4 (1 мужчина и 3 женщины). Среди 16 неактивных 2 человека были учениками или студентами, 7 — пенсионерами, 7 были неактивными по другим причинам.